# Eulamprus leuraensis
Espèce
Statut de conservation UICN

 EN B1+2c : En danger
Eulamprus leuraensis est une espèce de sauriens de la famille des Scincidae.

## Répartition
Cette espèce est endémique de Nouvelle-Galles du Sud en Australie.

## Étymologie
Son nom d'espèce, composé de leura et du suffixe latin -ensis, « qui vit dans, qui habite », lui a été donné en référence au lieu de sa découverte : la ville de Leura.

## Publication originale
- Wells & Wellington, 1984 "1983" : A synopsis of the class Reptilia in Australia. Australian Journal of Herpetology, vol. 1, no 3/4, p. 73-129 (texte intégral).